# ويليام مارتينيز
ويليام مارتينيز (بالإنجليزية: William Martinez)‏ (و. 1962 – م) هو ممثل، من الفلبين، ولد في مانيلا.

## وصلات خارجية
- ويليام مارتينيز على موقع IMDb (الإنجليزية)
- ويليام مارتينيز على موقع أول موفي (الإنجليزية)
- ويليام مارتينيز على موقع قاعدة بيانات الفيلم (الإنجليزية)